# Muharrem Bajraktari
Muharrem Bajraktari (ur. 15 maja 1896 w Ujmisht, zm. 21 stycznia 1989 w Brukseli) – albański polityk, pułkownik, powstaniec.

## Życiorys
Muharrem Bajraktari był lokalnym przywódcą plemiennym z Ujmisht w północno-wschodniej części okręgu Kukës. Po ukończeniu szkoły w Szkodrze kształcił się w akademii wojskowej w Innsbrucku. W czasie I wojny światowej służył w oddziałach albańskich, wspierających Austro-Węgry, pod koniec wojny współpracował z Serbami.
W 1919 roku dołączył do sił dowodzonych przez przyszłego króla Albanii Ahmeda Zogu. W 1924 roku pełnił funkcję komendanta żandarmerii w Kukësie, ale został usunięty z tego stanowiska przez Bajrama Curriego. W grudniu 1924 roku wziął udział w przewrocie i ponownym zdobyciu władzy w Albanii poprzez Ahmeda Zogu. Wkrótce został mianowany dowódcą policji w na północy kraju. W 1929 roku został mianowany komendantem głównym żandarmerii albańskiej. W 1934 roku został usunięty ze stanowiska komendanta. Jako przeciwnik włoskiej dominacji w Albanii próbował organizować niezależne struktury władzy w północnej części kraju, ale tych planów nie udało mu się zrealizować. 8 stycznia 1935 przekroczył granicę z Jugosławią, gdzie został rozbrojony i internowany. Rok później z Jugosławii wyjechał do Francji.
W 1939 roku po rozpoczęciu działań wojennych, powrócił do kraju gdzie w swoim rodzinnym rejonie zorganizował oddział partyzancki, liczący nawet do 1000 ludzi. W 1943 kontrolował obszar wokół Kukësu. Po objęciu władzy w kraju przez komunistów w 1944 Muharrem Bajraktari uciekł w niedostępne rejony górskie i w 1944 roku przedostał się do Macedonii, a następnie w 1946 do Grecji. Przebywał w obozie dla uchodźców w Pireusie, który opuścił w 1949 udając się do Włoch. Tam też związał się z Komiteti Kombëtar „Shqipëria e Lirë” (Narodowym Komitetem Wolnej Albanii), z siedzibą w Rzymie. W 1957 przeprowadził się do Brukseli, gdzie zmarł w 1989 roku.
Imię Bajraktariego noszą ulice w Tiranie i w Kamzie.